# ГРАПО
Группы патриотического антифашистского сопротивления первого октября (исп. Grupos de Resistencia Antifascista Primero de Octubre, GRAPO) — испанская леворадикальная организация городских партизан, созданная активистами маоистской КПИ (в) летом 1975 года для борьбы с диктаторским режимом Франсиско Франко. Своё название Группы получили от даты вооружённого возмездия (1 октября 1975) за казнь франкистским режимом двух членов ЭТА и трёх членов РАПФ. Стремилась к изгнанию из Испании подразделений армии США и НАТО и установлению в стране революционного режима. Её ядро составляли члены Организации марксистов-ленинцев Галисии. Особенно сильные позиции ГРАПО имела в отсталых национальных районах северо-запада страны (Галисия, Леон). Координировали деятельность с «Аксьон директ» и «Красными бригадами».

## Деятельность
- В декабре 1976 ГРАПО был похищен председатель Государственного совета Антонио Марию де Ариоль и Урхико (освобожден полицией в феврале 1977);
- 24 января 1977 убиты двое полицейских и национальный гвардеец, как месть за убийство пяти адвокатов-коммунистов;
- 28 января 1977 — похищение председателя Высшего совета военной юстиции Вилаэскуса (позже убит);
- в 1977—79 совместно с ФРАП проведена серия взрывов в различных городах.
- В 1978 убит главный директор тюрем Хедус Хаддад, через год — его преемник Карлос Гарсия Вальдес.
- На рубеже 1970—80-х гг. ГРАПО совершила ряд ограблений банков, главным образом в Мадриде и Барселоне.
- В 1984 ГРАПО провела серию взрывов, направленных против объектов НАТО.
- В 1991 ГРАПО организует взрыв трубопровода, принадлежащего НАТО.